# القوس القبرصي

قوس قبرص

القوس القبرصي هو جزء من منطقة حدود الصفيحة التي تستوعب حركة الصفيحة الأفريقية بالنسبة للصفيحة الأناضولية. وهو منخفض مقوس [الإنجليزية] يقع في الروافد الجنوبية لقبرص. يعتبر قوس قبرص متصادمًا بين الصفيحتين الأفريقية والأوراسية.